# Wilhelm Karlowitsch Heide
Wilhelm Karlowitsch Heide (russisch Вильгельм Карлович Гейде; * 1824; † 25. Dezember 1887jul. / 6. Januar 1888greg. in Omsk) war ein russischer Architekt deutscher Abstammung.

## Leben
Heide begann 1840 als selbstzahlender Student das Studium an der Kaiserlichen Akademie der Künste in St. Petersburg. 1841 erhielt er für seine Arbeiten die Kleine Silbermedaille. 1843 schloss er das Studium mit dem Projekt eines Gouverneurshauses als Künstler der Architektur ab. 1844 fand er eine Anstellung im Staatsbesitzkontor Kasan. 1846 reiste er zur Verbesserung seiner Kenntnisse auf eigene Kosten ins Ausland.

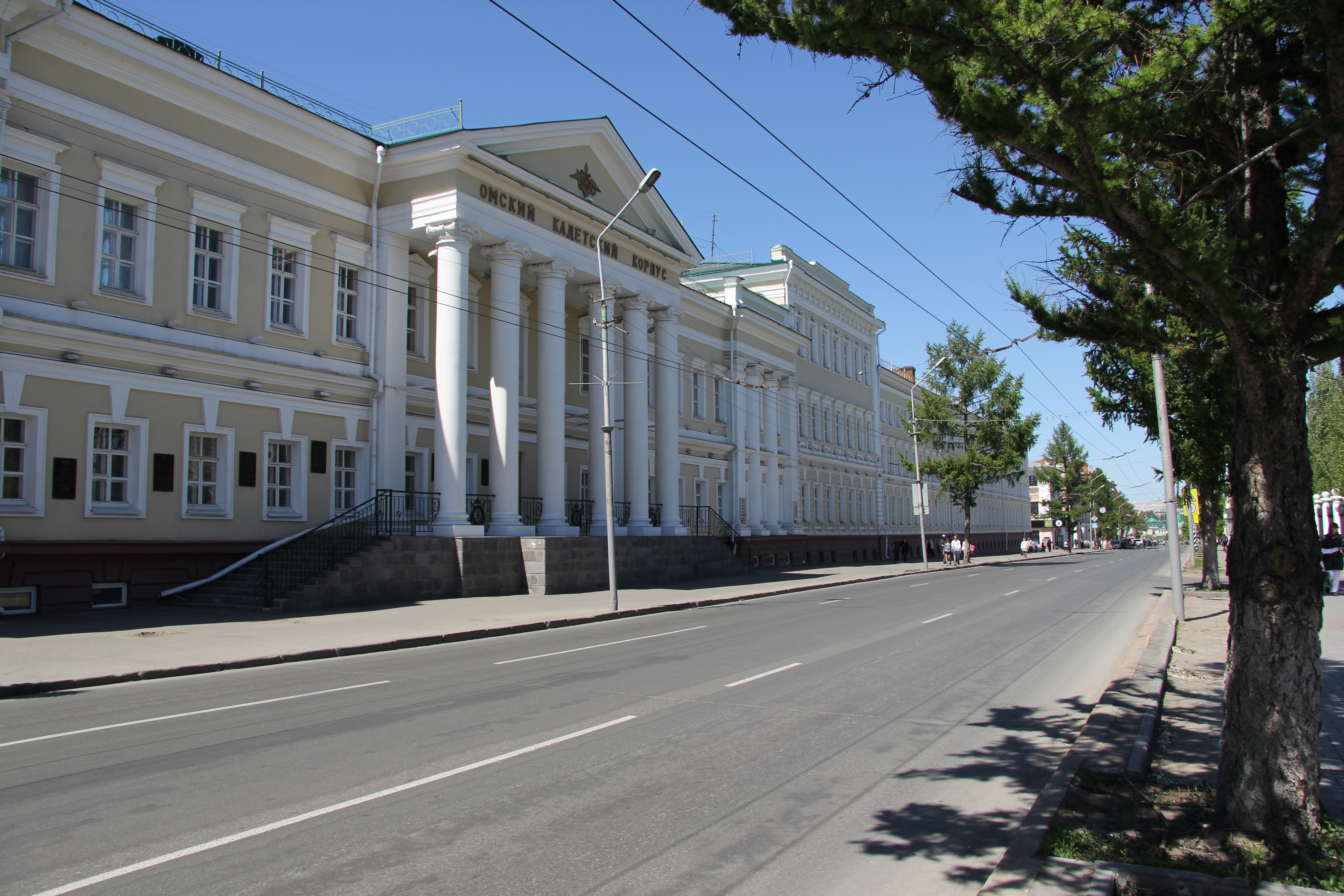
Sibirisches Kadettenkorps, Omsk

Von 1848 bis 1852 war Heide Stadtarchitekt der Stadt Sewastopol. 1850 wurde er zu ernennender Akademiker und 1852 Akademiker der Kaiserlichen Akademie der Künste für sein Projekt eines Hotels für die Hauptstadt. Später war Heide Architekt des von Rudolf Żelaziewicz erbauten Pawlowski-Mädcheninstituts in St. Petersburg (1862–1866). 1868 wurde er Oblast-Architekt der Oblast Akmolinsk und blieb es bis zu seinem Tode.
1876 wurde Heide zum Architekten beim Militärgouverneur der Oblast der Sibirischen Kirgisen mit Sitz in Omsk ernannt. In Omsk war Heide am Umbau des sibirischen Militärgymnasiums (später Kadettenkorps) beteiligt, in dem die Kinder kasachischer Sultane, Beys und Ältesten ohne Eingangsprüfung aufgenommen wurden. Unterrichtssprache war Tatarisch, und als Fremdsprache konnte Französisch oder Deutsch gewählt werden.
Heide wurde auf dem Kosakenfriedhof in Omsk begraben.

## Ehrungen
- Orden des Heiligen Wladimir IV. Klasse
- Sankt-Stanislaus-Orden II. Klasse
- Russischer Orden der Heiligen Anna II. Klasse